# Марцари-Пенкати, Джузеппе
Джузе́ппе, граф Марца́ри-Пенка́ти (итал. Giuseppe Marzari Pencati; 1779—1836) — итальянский геолог и естествоиспытатель.

## Биография
Родился в Виченце 22 июля 1779 года в семье графа Франческо Антонио Марцари-Пенкати и его супруги Маргариты Терезы. С 1789 года учился в Падуанской семинарии, затем вернулся в Виченцу. Близлежащее имение Санторсо регулярно посещали известные натуралисты — Альберто Фортис, Джироламо Фестари, Николо да Рио, Джованни Батиста Брокки, Альберто Паролини, — там с ними познакомился Джузеппе. В 1802 году Марцари-Пенкати опубликовал список видов растений, обнаруженных им в Виченце.
Марцари-Пенкати занимался изучением пищевых растений Италии. Он предлагал искусственно выращивать и употреблять в пищу лишайники, в частности, цетрарию исландскую, в бедных районах с недостатком пищи.
В 1802 году, после смерти отца, Джузеппе отправился расширять свои познания в области естественных наук в Париже, стал посещать лекции в Музее естествознания. В Париже он познакомился с Ж. Кювье, А. Гумбольдтом, Антуаном Лораном де Жюссьё, Л. фон Бухом, Ж.-К. Деламетри, Л. Кордье. В 1804 году предпринимал геологические экскурсии по зонам прошлой вулканической активности в Оверне и Виваре.
Помимо геологических исследований Марцари-Пенкати продолжал публиковать ботанические записи, в частности, о горной растительности. Вернувшись в Италию, занимался изучением происхождения колонновидных базальтовых формаций. В 1808 году Джузеппе предложил идею нового геодезического инструмента для изучения геоморфологических элементов, названного «тахигониметром». За создание этого устройства в 1810 году автор годом позднее был удостоен золотой медали Ломбардского института наук и литературы.
В 1812 году Марцари-Пенкати был назначен инспектором рудников. Он занимался созданием стратиграфических профилей Эуганских холмов, а также изучением минералов восточных Доломитов. В 1818 году, после свержения Наполеона, он вновь стал инспектором горных рудников Ломбардии и Венеции.
30 июня 1836 года Джузеппе Марцари-Пенкати скончался.

## Некоторые публикации
- Marzari Pencati, G. Elenco delle piante spontanee fino ad ora osservate nel territorio di Vicenza. — Milano, 1802. — 58 p.

## Род растений, названный в честь Дж. Марцари-Пенкати
- †Marzaria Zigno, 1865